# گروه ریدل اسپورتس
گروه ریدل اسپورتس (انگلیسی: Riddell Sports Group) شرکت تجهیزات ورزشی و پوشاک آمریکایی است، که در سال ۱۹۲۷ توسط جان تیت ریدل تأسیس شد و هم‌اکنون زیرمجموعه‌ای از شرکت بی‌آرجی می‌باشد.